# Borja Conejos
Borja Conejos Vázquez (Madrid, 24 de mayo de 1999) es un deportista español que compite en ciclismo en la modalidad de trials.
Ganó ocho medallas en el Campeonato Mundial de Trials entre los años 2019 y 2024, y dos medallas en el Campeonato Europeo de Trials, en los años 2023 y 2024.

## Palmarés internacional
| Campeonato Mundial | Campeonato Mundial    | Campeonato Mundial | Campeonato Mundial |
| Año                | Lugar                 | Medalla            | Competición        |
| ------------------ | --------------------- | ------------------ | ------------------ |
| 2019               | Chengdu (China)       | Medalla de plata   | Trials 20″         |
| 2021               | Vic (España)          | Medalla de oro     | Trials 20″         |
| 2021               | Vic (España)          | Medalla de oro     | Equipo mixto       |
| 2022               | Abu Dabi (EAU)        | Medalla de oro     | Equipo mixto       |
| 2022               | Abu Dabi (EAU)        | Medalla de bronce  | Trials 20″         |
| 2023               | Glasgow (Reino Unido) | Medalla de oro     | Equipo mixto       |
| 2023               | Glasgow (Reino Unido) | Medalla de plata   | Trials 20″         |
| 2024               | Abu Dabi (EAU)        | Medalla de plata   | Trials 20″         |
| Campeonato Europeo |                       |                    |                    |
| Año                | Lugar                 | Medalla            | Competición        |
| 2023               | Poprad (Eslovaquia)   | Medalla de oro     | Trials 20″         |
| 2024               | Jeumont (Francia)     | Medalla de plata   | Trials 20″         |